# Kris Op de Beeck
Kristiaan (Kris) Op de Beeck (Lier, 23 april 1956) was de vijfde abt van de Abdij van Keizersberg in Leuven.

## Jeugd en studies
Kris Op de Beeck groeide op in Bevel, een deelgemeente van de gemeente Nijlen in de Belgische provincie Antwerpen. Zijn beide ouders waren onderwijzer in verschillende scholen in Bevel. Kris Op de Beeck ging naar de gemeenteschool van Bevel tot en met het vijfde leerjaar. Vanaf dan ging hij naar het Sint-Gummaruscollege te Lier, waar hij in het middelbaar de richting Latijn-Wetenschappen volgde. In Bevel was hij lid van de jeugdbeweging Chiro. Verder was hij vooral geïnteresseerd in literatuur en muziek. Hij volgde ook pianoles.
Na zijn middelbare studies volgde hij geneeskunde aan de Katholieke Universiteit Leuven, waar hij in 1982 afstudeerde. Hij was er actief in het studentenleven en werd tot praeses verkozen.
Intussen was hij in Bevel ook actief in het parochieleven: hij werd er organist in de Onze-Lieve-Vrouw-Hemelvaartkerk en richtte mee een plaatselijk jeugdkoor op.

## Abdij van Keizersberg
Reeds tijdens het laatste jaar van zijn universitaire studies verbleef Kris Op de Beeck in de Abdij van Keizersberg. Onmiddellijk na zijn afstuderen trad hij er in, eerst als postulant en nadien als novice.
Tijdens zijn eerste monnikenjaren volgde hij nog verdere studies: filosofie aan de Katholieke Universiteit Leuven en theologie aan het Centrum voor Kerkelijke Studies te Leuven.
In 1986 legde hij zijn eeuwige professie af en in 1989 werd hij door kardinaal Godfried Danneels tot priester gewijd. In de abdij kreeg hij meerdere functies toegewezen waaronder die van econoom, organist en dirigent. In 1991 ging abt Ambroos Verheul op rust en twee jaar later, op 6 mei 1993, werd Kris Op de Beeck door zijn medebroeders als vijfde abt van de abdij gekozen. Hij werd de jongste abt in de nog jonge geschiedenis van de abdij. Op 11 juli 1993 werd hij door kardinaal Danneels tot abt gewijd. Zijn abtsleuze luidt: "Fratres in unum" ("Als broeders tezamen"). In 1995 werd hij door het provinciaal kapittel gekozen tot abt-visitator en werd hij verantwoordelijk voor de visitaties van de benedictijnenkloosters van de Vlaamse Congregatie van Subiaco.
In het najaar van 2017 gaf Op de Beeck aan zijn abtsfunctie te willen neerleggen omwille van gezondheidsredenen. Eind 2017 werd zijn ontslag aanvaard. Omdat de abdijgemeenschap intussen te klein geworden was, werd geen nieuwe abt meer aangesteld, maar alleen een prior-administrator: Dirk Hanssens.